# ランボルギーニ・レヴェントン
レヴェントン（Reventón）は、イタリアの自動車メーカー、ランボルギーニが製造・販売したムルシエラゴをベースとした限定のスーパーカー。フロント周りやリアの意匠は、後に発表されたムルシエラゴの後継車アヴェンタドールが採用しており、当車は実質的にアヴェンタドールのデザインスタディモデルだったといえ、ガヤルドの最後期型にもフロントバンパー等のデザインが反映された。ムルシエラゴと比べ鋭角的な印象を強調したそのスタイリングデザインのモチーフはF-22（ステルス戦闘機）であるとデザイナーが発言している。
車名の由来はドン・ロドリゲス家が所有していた闘牛の名前から取られている。
2007年フランクフルトモーターショーで初公開され、20台限定で販売された。なお21台目はランボルギーニミュージアムに展示されている(写真)。価格は100万ユーロ（日本円で約1億6,000万円）。日本には1台が輸入されている。
2009年、フランクフルトモーターショーではロードスターバージョンが公開された。クーペ版との違いはリア部分のブレーキランプの数程度でほとんど変わらない。ロードスターも日本に1台輸入されている。

## 公式スペック
エンジン
6,496 cc・60度V型12気筒 DOHC48バルブ
最高出力
650PS/8,000rpm（ムルシエラゴ LP640より10馬力高い公式スペック）
トランスミッション
6速 eギアのみ
ホイール
前：18インチ（245/35ZR）、後：18インチ（335/35ZR）（アルコア社製）